# 34680 Anahumphrey
34680 Anahumphrey este o planetă minoră (asteroid), cu un diametru de 5,823 km, din centura de asteroizi. A fost descoperită pe 20 ianuarie 2001 la Experimental Test Site⁠(d) de Lincoln Near-Earth Asteroid Research. 
Obiectul prezintă o orbită caracterizată de o semiaxă mare de 2,7571469 UAi, o excentricitate de 0,04, o înclinație de 4,94219 ° în raport cu ecliptica.